# Sharp Arrow Automobile Company
Sharp Arrow Automobile Company war ein US-amerikanischer Hersteller von Automobilen.

## Unternehmensgeschichte
William H. Sharp hatte 1908 einen Rennwagen entworfen. Im Dezember 1908 gründete er das Unternehmen in Trenton in New Jersey. Sein Bruder Fred, F. W. Bennett, J. R. Farlee und A. N. Yetter waren seine Partner.
Im gleichen Jahr begann die Produktion von Automobilen in einem Werk der Walter Automobile Company. Der Markenname lautete Sharp Arrow. Im Januar 1910 wurde bekannt, dass sich die International Boiler Company beteiligen und die Produktion im eigenen Werk in Stroudsburg in Pennsylvania stark steigern wollte. Soweit bekannt, geschah das nicht.
Im November 1910 starb Sharp bei einem Rennunfall. Damit endete die Produktion. Insgesamt entstanden etwa 25 Fahrzeuge.

## Fahrzeuge
Alle Wagen hatten einen Vierzylindermotor. Jeweils 127 mm Bohrung und Hub ergaben 6435 cm³ Hubraum. Die Motorleistung war mit 40 PS angegeben.
Von 1908 bis 1909 gab es ein kürzeres und ein längeres Modell. Das kürzere hatte ein Fahrgestell mit 269 cm Radstand. Aufbauten waren ein Speedabout mit zwei Sitzen und ein Runabout mit drei Sitzen. Das längere Fahrgestell hatte 295 cm Radstand. Es war als Toy Tonneau mit vier Sitzen und als Tourenwagen mit fünf Sitzen erhältlich.
1910 bestand die einzige Änderung darin, dass der Radstand beim längeren Modell um 10 cm auf 305 cm verlängert wurde.

## Modellübersicht
| Jahr      | Modell | Zylinder | Leistung (PS) | Radstand (cm) | Aufbau                                     |
| --------- | ------ | -------- | ------------- | ------------- | ------------------------------------------ |
| 1908–1909 | 40 HP  | 4        | 40            | 269           | Speedabout 2-sitzig, Runabout 3-sitzig     |
| 1908–1909 | 40 HP  | 4        | 40            | 295           | Toy Tonneau 4-sitzig, Tourenwagen 5-sitzig |
| 1910      | 40 HP  | 4        | 40            | 269           | Speedabout 2-sitzig, Runabout 3-sitzig     |
| 1910      | 40 HP  | 4        | 40            | 305           | Toy Tonneau 4-sitzig, Tourenwagen 5-sitzig |